# Los Desconocidos de Siempre
Los Desconocidos de Siempre foi uma banda argentina de rock fundada em 1976 por Nito Mestre após a separação de Sui Generis e com estilo similar ao duo, apresentando-se como Nito Mestre y Los Desconocidos de Siempre. Teve uma destacada atuação até sua dissolução em 1980, e uma última apresentação ao vivo em 1982. Sua canção Fabricante de mentiras (1977), foi considerada como Nº 65 entre as 100 melhores da história do rock argentino.

## Discografia
- Nito Mestre y Los Desconocidos de Siempre, 1977
- Nito Mestre y Los Desconocidos de Siempre II, 1978
- Saltaba sobre las nubes, 1979
- En vivo, 1982